# Teatro Giotto (Vicchio)
Il teatro Giotto è un teatro situato a Vicchio.
Per iniziativa di una società per azioni denominata "Società Umberto I" il teatro venne realizzato nei primi anni del '900, su disegno dell'ingegnere comunale Giuseppe Chesi, a pianta ellittica con due ordini di balconata e con un discreto palcoscenico, poi ridimensionato a seguito dei lavori effettuati nel secondo dopoguerra per ampliare la capienza della sala.
Dopo essere stato di proprietà del Partito nazionale fascista, nell'ultimo dopoguerra è passato allo Stato italiano che ne ha accentuato la vocazione di sala cinematografica.
Chiuso definitivamente nel 1984 per l'esigenza di adeguamento alle normative vigenti, è stato interessato a lavori fino al 1994 quando ha ripreso la sua attività.
Mantenuta la sua struttura originaria, sono stati rifatti la platea, i palchi e il palcoscenico, sono stati risistemati i servizi e ristrutturato l'intero edificio. Ora il teatro conta quasi 200 posti, con un palcoscenico maggiorato rispetto al passato.
Il calendario delle varie iniziative è confezionato e orchestrato dal Comune in collaborazione con l'associazione culturale Jazz Club "of" Vicchio.